# Torre Vigia del Puig
La torre de sentinella del Puig, també anomenada Torreta, és una torre de guaita que es troba a la costa, a uns 4 quilòmetres de la localitat de El Puig, a la comarca de l'Horta Nord, de la província de València. Se situa al costat del camí de la platja, situat just a la línia de costa, a escassos 50 metres del mar, en terreny pla, entre les torres del Grau de Sagunt i del Grau de València (aquesta última desapareguda). Està catalogada com a Bé d'interès cultural, amb número d'anotació ministerial: RI-51-0010915, i data d'anotació 29 d'octubre de 2002.

## Història
Després de la reconquesta, per part dels regnes cristians, al segle xiii, a les zones de la costa de llevant, anteriorment habitades per musulmans, es dona lloc a un avanç molt ràpid d'actes de pirateria, no només per part dels barbarescs, sinó també des dels regnes cristians als musulmans. Com a reacció a aquests atacs dels regnes cristians i com a venjança de la conquesta de terres anteriorment musulmanes, des del regne nassarita de Granada i des dels regnes amazics del nord d'Àfrica comencen a finals del segle xiii a organitzar-se molt més la pirateria arribant a imposar-se als  segles XIV i xv a la dels regnes cristians; augmentant molt, durant aquests dos segles, els atacs barbarescos a les costes  valencianes.
L'estratègia defensiva contra els pirates estava basada fonamentalment en l'ajusticiament dels pirates capturats, condemnant-los a mort, la qual cosa va resultar molt poc eficient. També es disposava d'una xarxa de vigilància costanera i transmissió d'avisos, antiga i de domini local, que suposava que poblacions molt petites tinguessin les mateixes responsabilitats que altres molt més grans, de manera que les primeres no tenien recursos per a la realització de les tasques de vigilància. També, des de València, es finançaven flotilles de galeres per vigilar les costes, per seguir i atrapar els pirates que havien actuat ja en les costes o que pretenien fer-ho, unes vegades amb més èxit que d'altres.
Malauradament, res d'això va funcionar, ni va aconseguir frenar els pirates barbarescos en els seus atacs per tota la costa, fins i tot amb el pas del temps es produïa un increment en l'activitat d'aquests atacs.
Així, a 1547, les corts de Montsó suposen un punt d'inflexió en aquest assumpte. En elles es va decidir fortificar el litoral, encara que no es va aconseguir el permís per a la construcció de torres i talaies per a la defensa de la costa, fins a les Corts de Montsó de 1552.
La construcció d'aquestes obres va estar a càrrec d'un estament oficial del regne format per sis persones de cada braç, real, militar i eclesiàstic i van ser finançades amb l'impost sobre la seda. I és a partir d'aquest moment quan es comencen a construir les torres de guaita, amb un sistema organitzat de defensa de la costa, que també va usar les que ja estaven construïdes, fet que va fer que a 1554 moltes d'elles ja estiguessin construïdes.
A 1576 Vespasià Gonzaga presenta un informe després de visitar la costa del regne de València, en el qual s'indicava la necessitat de reforçar les torres sentinella. Per això proposava uns reforços en l'estructura de les torres, com garites, per fer-les més habitables i autònomes (per a això caldria proveir d'un aljub, i potser un estable per als animals), a més de dotar-les almenys amb una peça d'artilleria, i augmentar per torre almenys a quatre el nombre de persones allà destinades.
La situació on s'ubicaven estava condicionada per la seva funcionalitat. Per això les torres se situaven en penya-segats i cales per a visualitzar possibles llocs d'atracades de pirates i corsaris. A prop de rius o en zones de llacunes per poder controlar els llocs de proveïment d'aigua dolça models atacants. En platges baixes, prop de zones poblades o embarcadors, per poder protegir la població existent en elles. També se situaven en zones despoblades, on les invasions pirates podien passar desapercebudes, alhora que permetia que la comunicació entre torres de diferents zones, si habitades, no quedés tallada.
La seva construcció era senzilla i amb materials propis de la zona. Normalment es construïen sobre una base, que servia d'assentament del cos de la torre, més massís. Sobre això es col·locava la porta, a la qual s'accedia només mitjançant una escala que, generalment, es podia retirar (com a mesura defensiva). Per dins tenien una o dues estances cobertes amb volta i que disposaven de xemeneia. Una escala de cargol permetia ascendir als pisos superiors, fins a arribar a la plataforma superior de la torre.
Pel que fa a la planta de les torres, la majoria era de planta quadrangular, ja que eren considerada més fortes que les cilíndriques (amb cos troncocònic, les quals se situaven en els punts on era menys possible un atac directe i feia innecessària tanta defensa, encara que algunes d'elles eren més grans i posseïen una millor fàbrica i millors defenses per estar en punts on es podia desembarcar), i eren les que se situaven en zones amb població propera i en punts on era més possible que desembarquessin els pirates i hagués de ser defensada, com en embarcadors o desembocadures de rius.
També es poden trobar torres  hexagonals que facilitaven la col·locació d'artilleria i altres que més podien considerar-se petits castells per la seva grandària.
El sistema de defensa del litoral es regia per unes ordenances, les primeres conegudes a 1554 pel duc de Maqueda, les denominades "Ordinacions de la guarda marítima del regne". Més tard Vespasià Gonzaga publica, entre 1575 i 1578, les "Ordinacions tocants a la custodia y guarda de la costa marítima del Regne de Valencia", No sent aquestes les seves úniques ordenances publicades.
Les torres solien estar ocupades per quatre homes, uns que tenien cavall i vigilaven els espais entre les diferents torres, anomenats "atajadores ", i dos, anomenats "vigilants", que prestaven els seus serveis a la mateixa torre.

## Descripció
Es coneix de la seva existència des 1563, data en què s'esmenta per l'arquitecte i enginyer militar Giovanni Battista Antonelli en el seu informe per Felip II, amb el nom de torre de Ceba. Aquest nom de ceba és la primera denominació de la població en època musulmana.
A 1585, Joan d'Encunya va realitzar gràcies al qual podem afirmar que tenia matacà sobre la porta, possiblement de carreus, i no havia de tenir, ni aljub, ni pou en el seu interior, dels quals no necessitava, ja que molt a prop passava una séquia. Seguint l'esmentat informe, sabem que aquesta torre no tenia funció defensiva específica (la qual cosa pot justificar la seva petita grandària), ja que les poblacions dels voltants estan bastant allunyades i protegides per les marjals de la costa que complicaven l'accés a aquestes des de la línia de costa. Potser per això l'informe no esmenta que posseís peça alguna d'artilleria.
Es tracta d'una torre guaita costanera, de planta troncocònica (cilíndrica i lleugerament atalussada), de pedres vermelloses de roig, amb sis metres de base i coberta amb voltes de mig punt. En els seus murs s'aprecien espitlleres i algunes finestres.
La fàbrica és de maçoneria de calç i cant, amb carreus en l'accés de la planta baixa (on presenta obertures en forma de finestra per il·luminar l'interior). Les seves dimensions són: vuit metres i mig d'altura, i sis metres de diàmetre de la base.
L'interior està cobert per una volta de mitja taronja (de maons col·locats a rosca) amb un espai per accedir a la primera planta per una escala de mà, la qual es podia retirar en cas d'entrada de l'enemic a la planta baixa.
A la primera planta disposa de quatre petites troneres (llargues i estretes, amb brancals molt curtes i llindar arquejat, una de maó i tres de paredat amb el del mur), ubicades dues als laterals de la porta i les altres dues a la banda oposada, mirant a la costa. Entre les troneres hi ha unes petites finestres, de forma d'espitllera, però més petites i sense abocinament, destinades a il·luminar la primera planta.
La segona planta, és la terrassa, la qual va ser totalment restaurada a principis dels anys noranta i actualment té un parapet molt baix i unes gàrgoles incloses en la restauració que no són les originals. Aquest fet fa que no es pugui saber amb exactitud l'alçada original de la torre, ni si tenia merlets o altres efectes arquitectònics.
En els anys 90 del segle xx, es va dur a terme una rehabilitació de la torre. Es van reparar parts del mur que estaven derruïts i es van refermar els altres, utilitzant els materials originals que estaven a disposició. La terrassa va ser construïda completament nova amb els mateixos tipus de materials que l'original, encara que no van reproduir el matacà sobre la porta. Aquestes diferents parts es poden diferenciar molt bé a la torre actual.